# 影子银行
影子银行是指一些提供和传统商业银行类似的金融服务的非银行中介机构。投资银行和商业银行的业务要受到中央银行等机构的监管。但他们如果把一些业务以影子银行的方式操作，做成表外业务，这些资产在银行的损益表上是看不到的，就可以逃脱监管，迷惑迟钝的投资人。2007－2012年的全球金融危机前，投资银行用表外业务的方式将次级贷款证券化，并用信贷违约掉期来对冲风险。但最终风险积累爆发，投行损失惨重，雷曼兄弟破产，造成了全球金融危机。
学术界对对冲基金、货币基金、结构性投资工具等机构是否属于影子银行有争议。投资银行和商业银行会将部分业务通过影子银行的方式操作，但他们一般不被归入影子银行的范畴。但有金融专家称现行银行体系就是最大的影子银行。
从2000年开始，全世界影子银行的资产剧增，直到2008金融危机发生。美国金融稳定委员会（Financial Stability Board）估计2007年美国的影子银行总资产约为25万亿美元，至2011年缩减到24万亿美元。2007年世界前11大国影子银行总资产约为50万亿美元，至2008年缩减到47万亿美元，但到2011年末又增至51万亿，全球的影子银行资产高达60万亿。2012年11月彭博新闻社引用金稳委的调查结果，称全球的影子银行资产已增至67万亿。
目前“影子银行”有三种最主要存在形式：银行理财产品、非银行金融机构贷款产品和民间借贷。